# Hansruedi Keller
Hansruedi Keller (* 29. Mai 1948 in Kleindöttingen) ist ein ehemaliger Schweizer Radrennfahrer und nationaler Meister im Radsport.

## Sportliche Laufbahn
Keller (auch Hansrüdi Keller) gewann 1970 die nationale Meisterschaft im Strassenrennen der Amateure und wurde Dritter der Kaistenberg-Rundfahrt hinter Winfried Bölke. In der folgenden Saison gewann er den Titel im Mannschaftszeitfahren.
1971 wurde er Zweiter der Stausee-Rundfahrt Klingnau hinter John Hugentobler und 1972 ebenfalls Zweiter. 1977 belegte er erneut den 2. Platz hinter Fritz Jost. 1974 gewann er eine Etappe der Irland-Rundfahrt. 
Die Internationale Friedensfahrt 1971 beendete er auf dem 64. Rang. 1972 fuhr er die Polen-Rundfahrt. Er bestritt auch das Milk Race 1977.
Im Bahnradsport holte er 1971 den Titel in der Mannschaftsverfolgung. 1974 konnte er den Titel in der Mannschaftsverfolgung mit dem VC Gippingen erneut gewinnen.